# Мукденски дворец
Мукденският дворец или Императорският дворец в Шънян е бившият дворец на късната династия Джин и ранната династия Цин. Построен е през 1625 г. и първите трима императори на Цин са живели там от 1625 до 1644 г. След падането на императорското управление в Китай, дворецът е превърнат в музей, който сега се намира в центъра на Шънян, Ляонин.

## История
Ранното строителство започва през 1625 г. от Нурхачи, основателят на късната династия Джин. До 1631 г. са добавени допълнителни структури по време на управлението на наследника на Нурхачи, Хонг Тайджи.
Мукденският дворец е построен, за да прилича на Забранения град в Пекин. Въпреки това, дворецът има нотки на манджурски и тибетски архитектурни стилове.
След като династията Цин заменя династията Мин през 1644 г. в Пекин, Мукденският дворец губи статута си на официална резиденция на императора и става регионална резиденция.
През 1780 г. император Циенлун допълнително разширява двореца. Следващите императори Цин пребивават в Мукденския дворец за известно време всяка година.
През 1955 г. дворецът е превърнат в музей.
През 2004 г. той е включен в списъка на ЮНЕСКО за световно наследство като разширение на императорския дворец на династиите Мин и Цин или Забранения град в Пекин.

## Структура
Мукденският дворец обхваща площ от около 60 000 квадратни метра, с над 300 сгради и 20 двора. Според оформлението си, той може да бъде разделен на три части: източна секция, средна секция и западна секция, със средната секция като основно тяло. Източната и западната секции са построени през периода Нурхачи. Оформлението на сградата от системата на осемте знамена в източната секция е уникална характеристика на Мукденския дворец. Той съчетава архитектурните особености на народите хан, манджури и монголи.
Основната част от средната секция се намира в центъра на древния град Шенян, построен през периода Хонг Тайдзи . Сградите са разположени на централна ос с множество симетрични външни постройки от двете страни. Сградата на West Road е построена през 1783 г.

## Колекции
Колекциите на музея в Мукденския дворец се основават на императорската колекция Цин, включително порцелан, емайл, лак, скулптура, калиграфия и живопис, тъкачна бродерия и др.